# Capanna Nimi
Die Capanna Nimi (deutsch: Nimihütte) ist eine Hütte in der Ortschaft Gordevio im Maggiatal in den Tessiner Alpen. Sie gehört dem Patriziato di Gordevio.

## Beschreibung
Die Steinhütte liegt auf 1718 m ü. M. am Fusse der Cima di Nimi 2191 m ü. M.. Sie ist eine von mehreren Hütten auf der Ziegenalp aus dem Jahre 1742, die auf einer Waldlichtung steht.
Bis zum Sommer 1950 arbeiteten elf Familien auf der Alp Nimi. Danach verfiel die Alp und Lawinen zerstörten die Wege. 1968 baute Gioachino Zanoli, Lastwagenchauffeur aus Gordevio, die Alpgebäude wieder auf und sömmerte während 33 Jahren Vieh auf der Alp. Die Capanna Nimi wurde 1994 für den Gästebetrieb umgebaut. Sein Neffe, Pietro Zanoli, ehemals Banker an der Zürcher Börse und Direktor eines Locarneser Campingplatzes, wollte nicht, dass alles verfällt. Er zog auf die Alp und wurde «Geissenpeter» mit über 150 Ziegen. Nachmittags verarbeitet Zanoli die Ziegenmilch zum Käse Formagella di Nimi. Er gründete das Centro Capra Valle Maggia, ein Kompetenzzentrum für die Ziegenzucht und die Vermarktung ihrer Produkte. 2005 wurde er mit dem Prix Wilderness ausgezeichnet.
Neben einer Halbpension (Apéro, Nachtessen und Frühstück) besteht auch die Möglichkeit selbst zu kochen oder auf dem Gelände zu zelten. Die Alpe Nimi bietet 18 Schlafplätze.
Von der Alpe hat man einen Ausblick auf den Lago Maggiore und den Monte Rosa.
Die Hütte ist Etappenort des Via Alta Vallemaggia (VAVM).

## Zustieg
- Von Gordevio (334 m ü. M.) in 4 ½ Stunden, Schwierigkeitsgrad T2. Gordevio ist mit öffentlichen Verkehrsmitteln erreichbar.
- Von Maggia TI  (332 m ü. M.) in 4 ½ Stunden, T2. Maggia ist mit öffentlichen Verkehrsmitteln erreichbar.
- Von Cimetta (1671 m ü. M.) in 6 Stunden, T3. Cimetta ist mit der Seilbahn von Locarno via Cardada erreichbar (1. Etappe VAVM).
- Von Lavertezzo (536 m ü. M.) in 6 Stunden, T3. Lavertezzo ist mit öffentlichen Verkehrsmitteln erreichbar.

## Aufstieg
- Laghetto d’Orgnana (1872 m ü. M.) in 2 Stunden, T3.

## Übergänge und Nachbarhütten
- Capanna Monti di Lego in 5 Stunden.
- Rifugio Alpe Masnee über den Madom da Sgióf (2. Etappe  VAVM), in 3 ½ Stunden, T5-[5]
- Rifugio Starlaresc in rund 3 Stunden (T5)